# إميلي مونستر
إميلي مونستر (بالدنماركية: Amalie Münster)‏ (31 أكتوبر 1767 - 3 سبتمبر 1814، فريدريكسبرغ في الدنمارك)؛ كاتِبة وشاعرة دنماركية.